# Salinas (Kalifornia)
Salinas – miasto w Stanach Zjednoczonych, w zachodniej części stanu Kalifornia, w pobliżu Oceanu Spokojnego. Około 151 tys. mieszkańców.

## Miasta partnerskie
- Cebu City, Filipiny
- Ichikikushikino, Japonia
- Guanajuato, Meksyk